# Agent Alpha

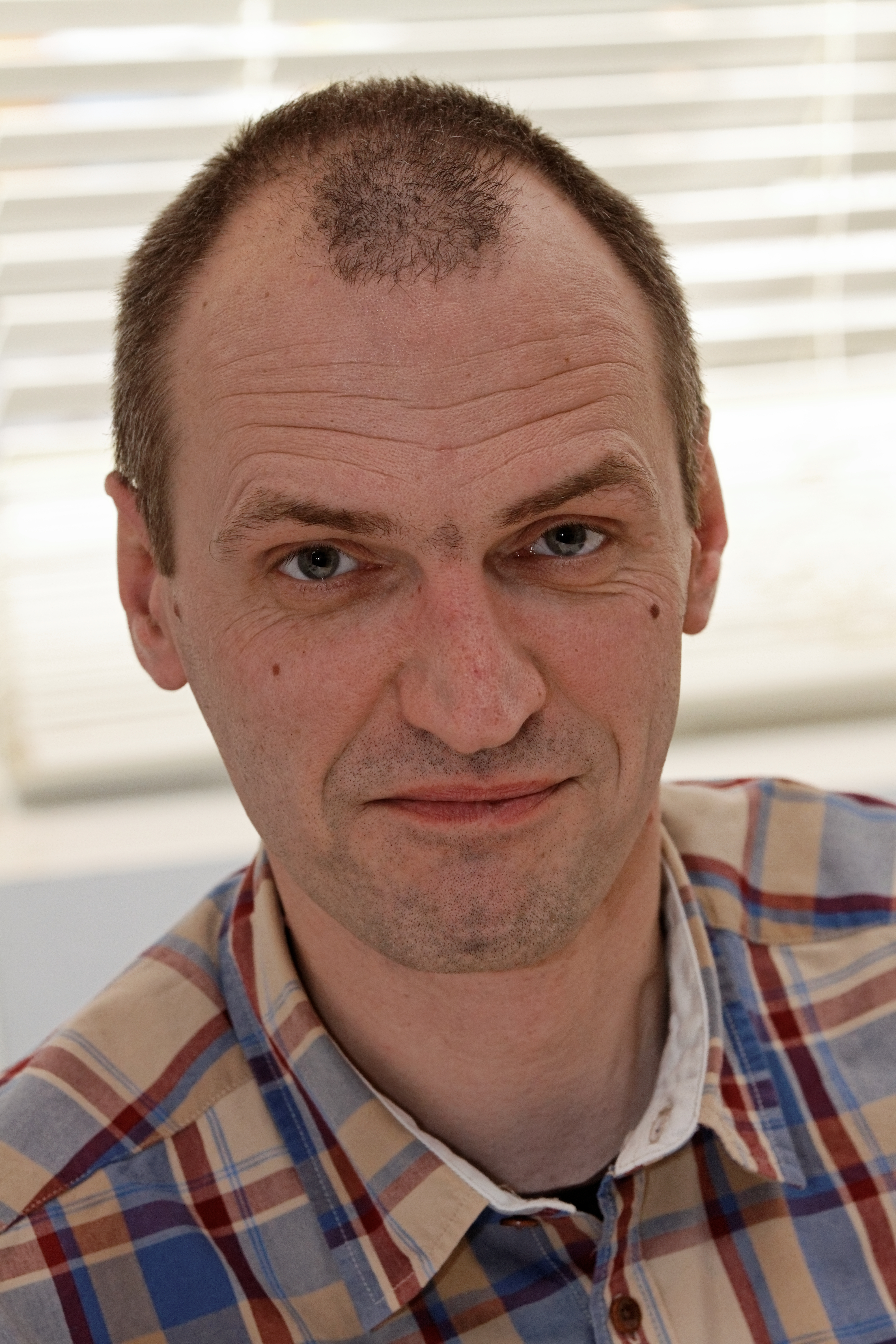
Der ursprüngliche Zeichner der Serie, Iouri Jigounov

Agent Alpha  ist eine seit 1996 erscheinende frankobelgische Comicserie, erschaffen von Pascal Renard (Szenario) und Iouri Jigounov (Juri Schigunow, russisch: Юрий Жигунов) (Zeichnungen). Der realistisch gezeichnete Agententhriller spielt im Kalten Krieg und thematisiert die Niederungen der Politik und das gefährliche Spiel der Geheimdienste. Alpha ist ein Top-Agent der CIA. Er hat nicht nur gegen Feinde von außen zu kämpfen, sondern auch gegen Intriganten in den eigenen Reihen.

## Entwicklung
Auf der Basis eines Szenarios von Pascal Renard startete der Russe Jigounov 1996 von Moskau aus, die Comicserie zu zeichnen. Nachdem Renard noch vor Erscheinen des ersten Albums gestorben war, wurde die Serie ab Band 3 von Mythic (d. i. Jean-Claude Smit Le Bénédicte) weitergeführt. 1997 ließen sich Jigounov und seine Frau Nadia (die Koloristin der Serie) in Belgien nieder. Heute zählt Agent Alpha in Frankreich und Belgien zu den bestverkauften Comicserien in realistischem Stil. Nach dem 2009 erschienenen Album Fucking Patriot übergab Jigounov das Zeichnen der Serie an Christian Lamquet, da er selbst das Zeichnen der populären Comicserie XIII von William Vance übernahm.
Seitdem wird die Serie vom Szenaristen Emmanuel Herzet und den Zeichnern Christian Lamquet und Alain Queireix (ab Band 13) fortgeführt.

## Handlung

Wappen der CIA

Als die Sowjetunion zerfällt, beginnt eine neue Zeitrechnung für Europa, die beiden Supermächte und ihre Geheimdienste. Die Russische Föderation wird zu einer Brutstätte für das organisierte Verbrechen, rivalisierende Mafia-Clans übernehmen die Macht, Geldwäsche ist an der Tagesordnung. In Paris sollen illegal Rubel gegen US-Dollar getauscht werden. Es besteht der Verdacht, dass eine deutsche Bank und der russische Geheimdienst FSB hinter dem Geschäft stecken, um Devisen zu beschaffen und den russischen Markt zu beeinflussen. Die Geldübergabe geht schief, ein Blutbad entsteht und das Geld verschwindet. An dieser Stelle kommt CIA-Agent Julian Morgan ins Spiel, Deckname Agent Alpha.

## Veröffentlichungen

### Hauptserie
Im französischen Original erscheint die Serie im Verlag Le Lombard. In Deutschland erschien die Serie bis Band 10 im Verlag comicplus+, anschließend erfolgte eine Gesamtausgabe (bis einschließlich Band 9 und dem unveröffentlichten Dossier-Band Mensonges). Seit Band 11 wird die Serie vom Finix-Verlag veröffentlicht.
| Nr. | deutscher Titel                     | Originaltitel                    | ISBN                   | Gesamtausgabe                 |
| --- | ----------------------------------- | -------------------------------- | ---------------------- | ----------------------------- |
| 1. Zyklus Szenario: Pascal Renard und Mythic, Zeichnungen: Iouri Jigounov                                                                               |                                     |                                  |                        |                               |
| 1 | Die Übergabe (1997)                 | L’Échange (1996)                 | ISBN 978-3-89474-064-1 | Band 1 ISBN 978-3-89474-297-3 |
| 2 | Der Bogdanow-Clan (1997)            | Clan Bogdanov (1997)             | ISBN 978-3-89474-068-9 | Band 1 ISBN 978-3-89474-297-3 |
| 3 | Blutige Abrechnung (1998)           | Le Salaire des loups (1998)      | ISBN 978-3-89474-075-7 | Band 1 ISBN 978-3-89474-297-3 |
| 4 | Die Stasi-Liste (2000)              | La Liste (1999)                  | ISBN 978-3-89474-087-0 | Band 2 ISBN 978-3-89474-300-0 |
| 5 | Wenn Tote morden (2001)             | Sanctions (2000)                 | ISBN 978-3-89474-098-6 | Band 2 ISBN 978-3-89474-300-0 |
| 6 | Fallensteller (2002)                | L'Émissaire (2002)               | ISBN 978-3-89474-116-7 | Band 3 ISBN 978-3-89474-302-4 |
| 7 | Finger am Abzug (2004)              | Snow White, 30 secondes ! (2003) | ISBN 978-3-89474-136-5 | Band 3 ISBN 978-3-89474-302-4 |
| 8 | Machtgeil (2005)                    | Jeux de puissants (2004)         | ISBN 978-3-89474-149-5 | Band 4 ISBN 978-3-89474-315-4 |
| 9 | Scala (2007)                        | Scala (2006)                     | ISBN 978-3-89474-178-5 | Band 4 ISBN 978-3-89474-315-4 |
| - | Alles Lüge                          | Mensonges (2007)                 | -                      | Band 4 ISBN 978-3-89474-315-4 |
| 2. Zyklus Szenario: Iouri Jigounov und Emmanuel Herzet (Band 13), Zeichnungen: Iouri Jigounov (Band 10), Christian Lamquet und Alain Queireix (Band 13) |                                     |                                  |                        |                               |
| 10 | Fucking Patriot (2010)              | Fucking Patriot (2009)           | ISBN 978-3-89474-206-5 |                               |
| 11 | Spritztour mit Malcolm (2022)       | Petit tour avec Malcolm (2013)   | ISBN 978-3-948057-42-8 |                               |
| 12 | Das Maracamba Syndrom (2022)        | Le Syndrome de Maracamba (2018)  | ISBN 978-3-948057-43-5 |                               |
| 13 | Dominos (2022)                      | Dominos (2019)                   | ISBN 978-3-948057-44-2 |                               |
| 3. Zyklus Szenario: Emmanuel Herzet, Zeichnungen: Alain Queireix                                                                                        |                                     |                                  |                        |                               |
| 14 | Roadies (2023)                      | Roadies (2020)                   | ISBN 978-3-948057-45-9 |                               |
| 15 | Sherpa (2023)                       | Sherpa (2021)                    | ISBN 978-3-948057-89-3 |                               |
| 16 | Liberty Ship (2023)                 | Liberty Ship (2022)              | ISBN 978-3-948057-90-9 |                               |
| 17 | Drohnen (2024)                      | Drones (2023)                    | ISBN 978-3-910965-18-8 |                               |
| 18 | (noch nicht auf Deutsch erschienen) | Mr Washington (2024)             | -                      |                               |

### Alpha (Premières Armes)
Auf Französisch erschien 2010–18 neben der Hauptserie das 5-bändige Spin-off Alpha (Premières Armes). Das Szenario stammt von Emmanuel Herzet, die Zeichnungen von Eric Loutte und Alain Queireix. Ab Januar 2024 erscheint dieses Spin-off unter dem Titel Agent Alpha: Erste Missionen auf Deutsch bei Finix Comics.

## Trivia
- Im Band 6 „Fallensteller“ erinnern die Journalisten auf Seite 43–44 an den Journalisten Jean-Loup de la Batellerie und den Fotografen Walter Rizotto des fiktiven Magazins Paris-Flash, die unter anderem im Tim-und-Struppi-Album Die Juwelen der Sängerin auftauchen.[4]
- Im Band 7 „Finger am Abzug“ verspricht Sheena Ferguson ihren Kollegen auf Seite 28 „Karten für das Baseball-Finale“. Im französischen Original spricht sie von Superball, gemeint ist wohl der Super Bowl.[5]
- Im Band 8 „Machtgeil“ hat auf Seite 45 ein Autofahrer ein Tattoo mit dem Logo der SPADS. Das ist eine Anspielung auf den 4. Band der Comicserie XIII (und stellt eine fiktive Militäreinheit der US Navy dar, analog zu den SEALS).[6]
- Das erste Panel von Band 9 „Scala“ zeigt die Skulptur Kryptos, die 1990 am CIA-Hauptsitz in Langley aufgestellt wurde. Dieses Kunstwerk enthält eine bislang nicht vollständig entschlüsselte Geheimbotschaft.[7]
- In mehreren Bänden zitiert Sheena Ferguson den fiktiven Philosophen Tim Chy (oder fehlerhaft Tim Chi). Das ist ein Anagramm des Autors der Serie, Mythic.[8]